# 美佳
美佳（みか、2001年8月30日 - ）は、日本の女性ファッションモデル。178 cm。

## 生い立ち
フランスのパリでフランス人の父と日本人の母の間に生まれる。フランスと日本の間を頻繁に行き来し、ロシアのモスクワ、インドのチェンナイでも生活した。彼女は日本語、フランス語、ロシア語、ドイツ語を話す。

## 経歴
インドに住んでいたとき、母親がモデルエージェンシーボン イマージュに彼女の写真を送り、エリート・モデル・マネジメントのフランス部門によってInstagramを通じてスカウトされた。
2020年春夏ミラノコレクションにてプラダのショーでランウェイデビューを果たす。トム・フォードのロサンゼルスファッションショーでは、ラストルックでウエディングドレスを着用するという大役を得た。2021年には、シャネル、イヴ・サンローラン、ミュウミュウ、ディオール、プラダ、ヴェルサーチェ、フェンディ、トム・フォード、ルイ・ヴィトンを含む30以上のショーに出演。「ヴォーグジャパン」のグループ表紙を飾り、同誌は彼女を「新星」と呼んだ。イタリアのモデルメイティ・フォールと「i-D」の表紙を飾った。フランス版「ヴォーグ」2022年2月号の表紙にも登場。広告では、シャネル、モンクレール、ザラ、ロエベ、ジバンシィ、バレンチノ、イヴ・サンローラン、ヴェルサーチェ、エルメスのキャンペーンに出演している。2023年には、パリコレクションにてルイ・ヴィトン、ディオール、エルメス、スキャパリ、サカイ、コペルニ、ラバンヌのショーに出演。
美佳は、models.comの読者が選ぶ2020年最優秀モデル賞の「年間ブレイクアウト・スター」に選出された。

## 受賞
- VOGUE JAPAN WOMAN OF THE YEAR 2019 「Rising Star of The Year 2019」
- Forbes 「30 under 30 Japan  2020」